# Maigret e l'informatore
Maigret e l'informatore (titolo originale francese Maigret et l'indicateur) è un romanzo di Georges Simenon con protagonista il commissario Maigret.
Il romanzo è stato scritto dal 5 all'11 giugno 1971 a Epalinges in Svizzera e pubblicato per la prima volta il 30 ottobre dello stesso anno in Francia presso l'editore Presses de la Cité.
È il settantaquattresimo romanzo dedicato al celebre commissario.

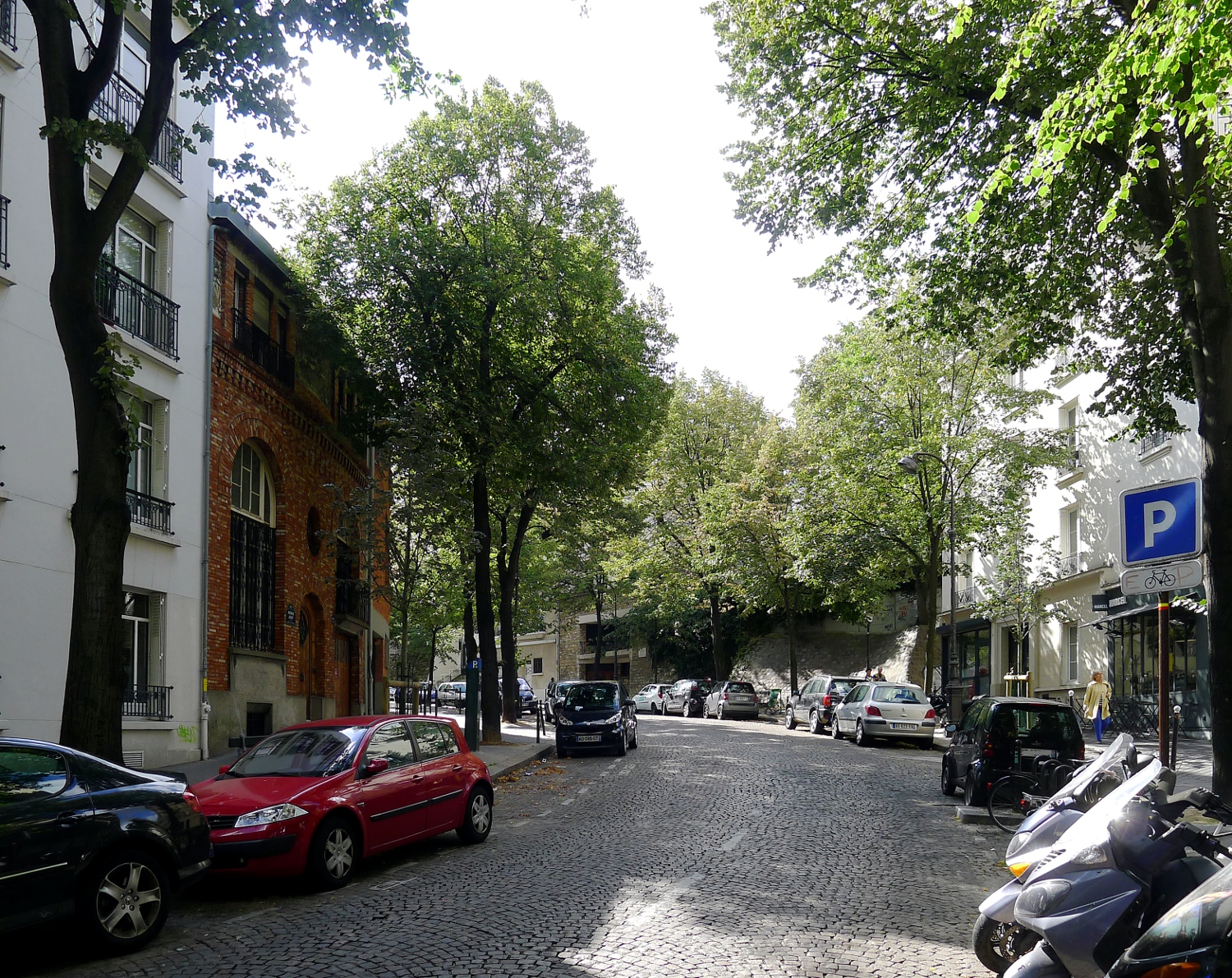
Junot avenue - Parigi

## Trama
Maurice Garcia, proprietario di un ristorante di fama a Parigi, viene trovato assassinato in Avenue Junot, dove il suo corpo è stato chiaramente trasportato da altro luogo del delitto. L'ispettore Louis, del quartiere dove si trova il ristorante, viene avvisato da una soffiata anonima che l'omicidio è stato commesso da uno dei fratelli Mori, noti criminali. Questi individui sono infatti ritenuti parte della "banda dei castelli", ladri di antichità in ville e castelli della Francia. Maigret li fa sorvegliare, insieme alla moglie del morto, Line Garcia, che ha detto di non sapere nulla, ma il Commissario dubita di lei e crede che stia mentendo.

## Edizioni
Il romanzo è stato pubblicato per la prima volta presso l'editore Presses de la Cité nel 1971.
In Italia è apparso per la prima volta nel 1991, tradotto da Mario Morelli sulla rivista "Panorama" dal 28 luglio all'8 agosto 1991. L'editore della rivista, Mondadori, l'ha poi ripubblicato in volume in qualche collana degli anni novanta. È stato quindi pubblicato presso Adelphi nel 2012, tradotto da Eliana Vicari Fabris, nella collana dedicata al commissario (parte de "gli Adelphi", al n° 407).

## Film e televisione
Esiste un solo adattamento del romanzo per la televisione:
- L'episodio dal titolo Maigret et l'indicateur, facente parte della serie televisiva Les enquêtes du commissaire Maigret per la regia di Yves Allégret, trasmesso per la prima volta su Antenne 2 il 9 giugno 1979, con Jean Richard nel ruolo del commissario Maigret.